# مزرعه اکراد (کلیبر)
مزرعه اکراد یکی از روستاهای استان آذربایجان شرقی است که در بخش آبش‌احمد شهرستان کلیبر واقع شده‌است.این روستا بر روی تپه‌ای قرار گرفته‌است که در ۱۰۰متری این تپه رودخانه‌ای به نام باباچایی جاری می‌باشد . این روستا متشکل از ۱۵خانوار است. این روستا از 4 کیلومتری بخش آبش‌احمد فاصله دارد. و 56 کیلومتری از شهرستان کلیبر فاصله دارد. 